# David Greene
David Greene (* 11. dubna 1986, Felinfoel, Wales) je britský atlet, který se v roce 2010 stal v Barceloně mistrem Evropy v běhu na 400 metrů překážek. O rok později vybojoval v jihokorejském Tegu také titul mistra světa.
Narodil se ve vesnici Felinfoel nedaleko města Llanelli v jižním Walesu.
Na Mistrovství světa v atletice 2009 v Berlíně doběhl ve finále hladké čtvrtky na sedmém místě v čase 48,68 s. Stříbrnou medaili získal ve štafetě na 4×400 metrů, když pomohl britskému kvartetu k postupu do finále. Ve finálovém běhu však byl nahrazen Michaelem Binghamem, který společně s Conradem Williamsem, Robertem Tobinem a Martynem Rooneym vybojoval druhé místo.